# ラサ駅 (マレー鉄道)
ラサ駅（ラサえき、マレー語:Stesen Komuter Rasa）は、マレーシアのセランゴール州ラサにある、マレー鉄道KTMコミューターポート・クラン線の駅。

## 概要
KTMコミューターの運行区間拡大にともない新設された駅である。KTMコミューターのポート・クラン線の電車が停車する。

## 歴史
- 2007年4月21日 - 駅開業。ラサ〜ラワン間でKTMコミューターがシャトル・サービス運行開始。
- 2008年1月5日 - KTMコミューターがクアラ・クブ・バル〜ラサ間延伸運行開始。

## 駅構造
相対式ホーム2面2線をもつ地上駅である。駅舎は西側にあり、上りホームに面している。下りホームとは構内の跨線橋で結ばれている。
| 1 | 2 ポート・クラン線（上り） | タンジュン・マリム方面           |
| 2 | 2 ポート・クラン線（下り） | KLセントラル・ポート・クラン方面 |

## 隣の駅
マレー鉄道
2 ポート・クラン線
クアラ・クブ・バル駅 - ラサ駅 - バタン・カリ駅